# Giorgos Katidis
Giorgos Katidis (griechisch Γιώργος Κατίδης, * 12. Februar 1993 in Thessaloniki) ist ein griechischer Fußballspieler, der bei PASA Irodotos in der heimischen zweiten Liga unter Vertrag steht.

## Karriere

### Verein
In seiner Jugend spielte Katidis für Aris Thessaloniki. 2010 rückte der Mittelfeldspieler in den Erstligakader des Vereins auf und gab am 4. Januar 2011 im Heimspiel gegen AO Kavala sein Debüt in der griechischen Super League. Im August 2012 wechselte Katidis zum Ligakonkurrenten AEK Athen, bei dem er einen Vierjahresvertrag erhielt.
Am 1. Juli 2013 wechselte Katidis nach einer Zeit ohne Verein zum italienischen Zweitligisten Novara Calcio. Im Sommer 2014 kehrte er zurück in seine griechische Heimat zum Veria FC. Im Januar 2015 wechselte er zum APO Levadiakos. Nach nur einem halben Jahr verließ er den Verein wieder. Nach einem Jahr Vereinslosigkeit schloss er sich im Sommer 2016 dem griechischen Zweitligisten Panegialios GS an, den er jedoch auch bereits im Januar 2017 wieder verließ, um in die zweite finnische Liga zum FF Jaro zu wechseln. Dort blieb er ebenfalls nur eine halbe Saison, in der ihm jedoch 3 Ligatreffer und 4 Treffer in fünf Pokalspielen gelangen. Im Sommer 2017 schloss er sich dem tschechischen Zweitligisten FK Olympia Prag an und ein Jahr später ging er weiter zum Erstligisten 1. FK Příbram. Von 2019 bis 2021 pausierte Katidis dann und spielte danach für mehrere Vereine jenseits der ersten griechischen Liga.

### Nationalmannschaft
Katidis wurde 2012 als Kapitän der griechischen U-19-Nationalmannschaft Vizeeuropameister. Außerdem bestritt Katidis mehrere Spiele für die U-17- und U-21-Auswahl seines Landes.

## Eklat um Hitlergruß
Am 16. März 2013 geriet Katidis international in die Schlagzeilen, nachdem er ein Tor im Spiel gegen den Veria FC mit dem Hitlergruß gefeiert hatte. Einen Tag darauf schloss die Griechische Fußballföderation (EPO) Katidis lebenslang von allen griechischen Auswahlmannschaften aus. Katidis beteuerte, kein Neofaschist zu sein und die Bedeutung des Hitlergrußes nicht gekannt zu haben. Mit seiner Geste habe er das Tor einem Spielerkollegen auf der Tribüne widmen wollen. Dennoch kündigte er noch am Tag der Verbandsentscheidung aus eigenem Antrieb seinen Vertrag bei AEK Athen. Die Medien zogen teilweise Parallelen zum Fall des früheren Lazio-Spielers Paolo Di Canio.